# Toyota SA
Toyota SA — автомобиль производства компании Toyota, выпускаемый с октября 1947 по 1955 год. Вытеснен с конвейера моделью Toyota Crown. 

## SA
Автомобиль Toyota SA считается первым автомобилем, произведённым во времена после Второй мировой войны. От предыдущих моделей Toyota SA отличается 4-цилиндровым двигателем (у предыдущих моделей был 6-цилиндровый). Кузов аналогичен Volkswagen Beetle.

## SB
Это малотоннажный грузовой автомобиль с ходовой частью от Toyota SA. О производстве модели был заключён договор между Toyota и Kanto Denki.
Автомобили полиции производились с брезентовой крышей и откидным лобовым стеклом.

## SC
Это универсал на базе Toyota SB. Серийно не производился.

## SD
Это 5-местный автомобиль с шасси и подвеской от Toyota SB. Выпускался с 1949 по 1951 год.

## SF
Выпускался с 1951 по 1953 год. Всего было произведено 3653 экземпляра. Значительная часть автомобилей эксплуатировалась под видом такси.

## SG
Выпускался с марта 1952 по 1954 год. Представляет собой модернизацию автомобиля Toyota SB с использованием деталей от Toyota SF.

## RH
Дальнейшее развитие Toyota SF, но с двигателями типа R (предыдущие модели оснащались двигателями типа S, которым также оснащалась модификация Toyota SH). На базе автомобиля Toyota RH производились автомобиль полиции BH26 и автомобиль скорой помощи BH28.
Модификации автомобиля — Toyopet Super (с двигателем объёмом 1500 см3) и Toyopet Custom (с двигателем объёмом 1000 см3).
Автомобиль производился с марта 1953 по 1955 год.

## FHJ
Это пожарный автомобиль на базе Toyota RH, но с двигателем типа F.

## FH24
Это пожарный автомобиль на базе Toyota RH, но с увеличенной мощностью двигателя.

## Галерея

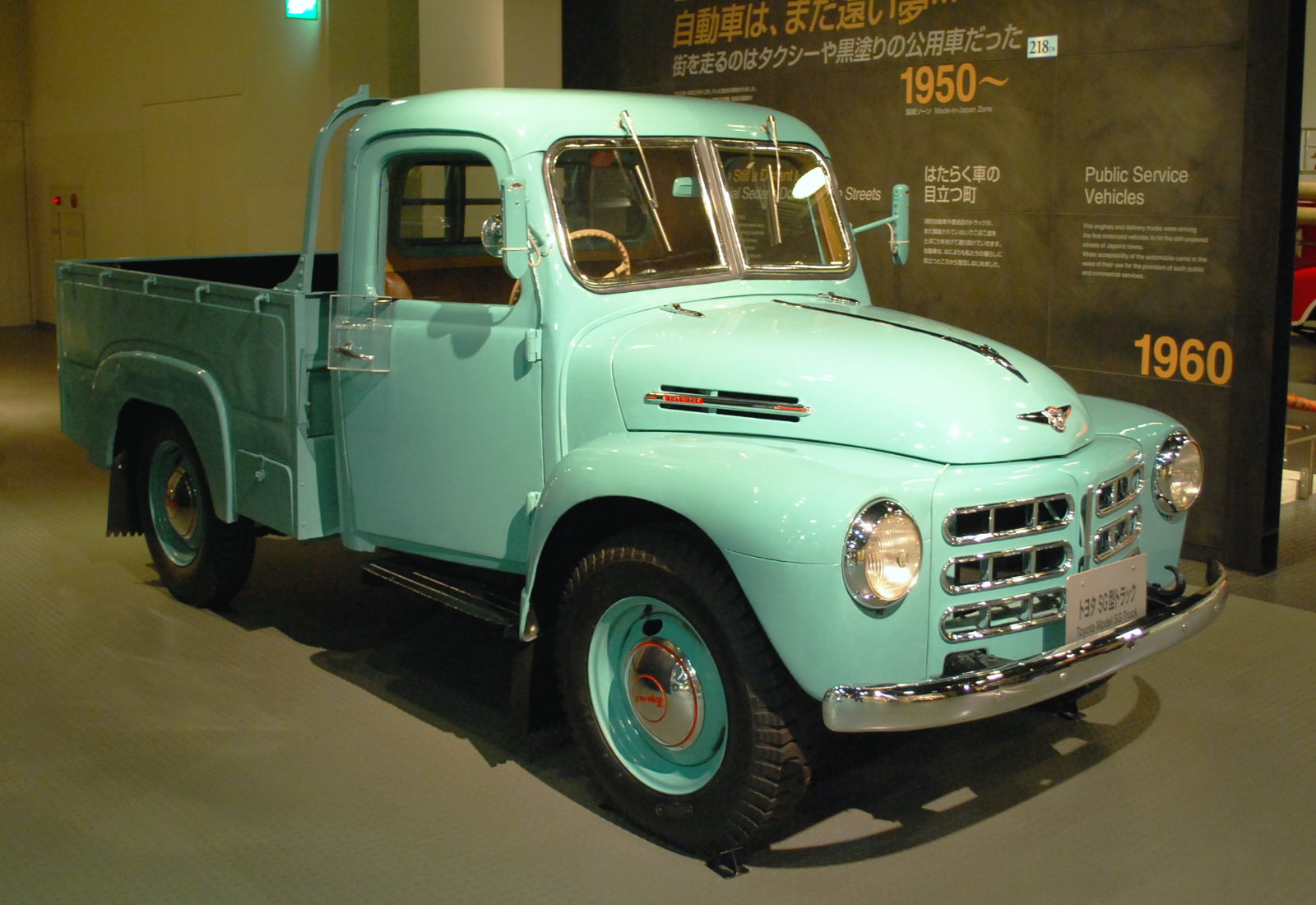
Toyopet SG
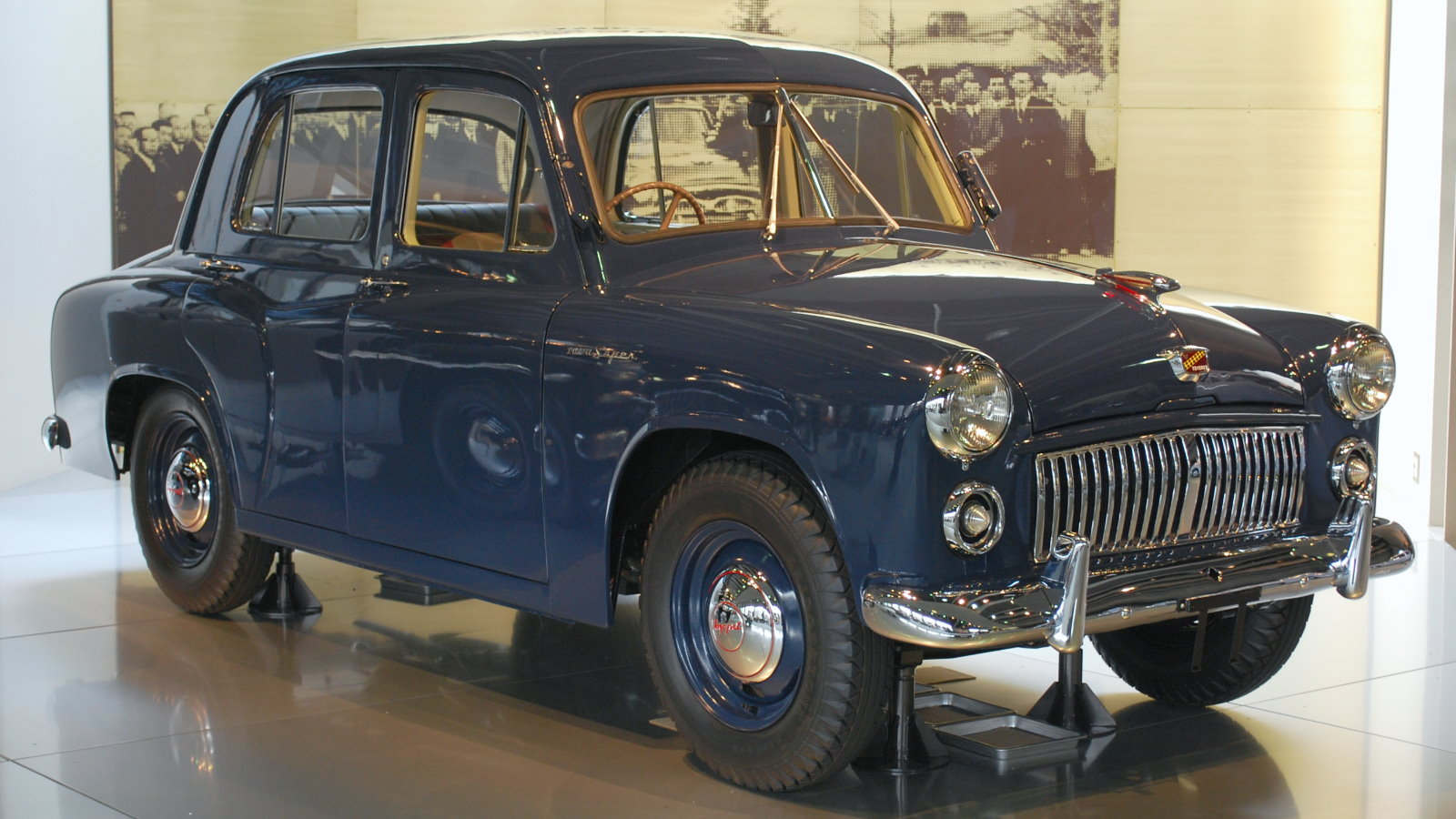
Toyopet RH
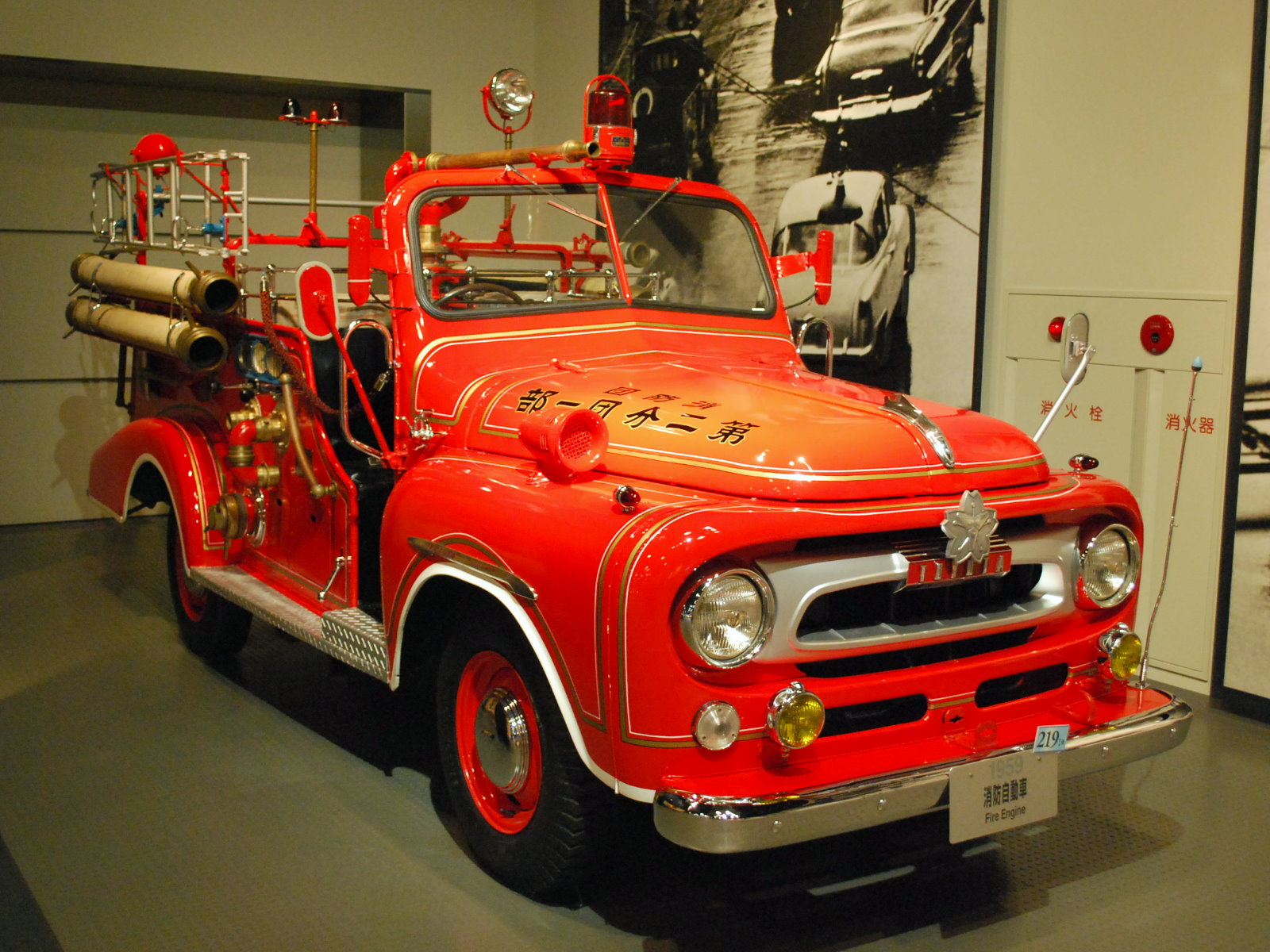
Toyopet FH24